# Arxipèlag dels Bijagós

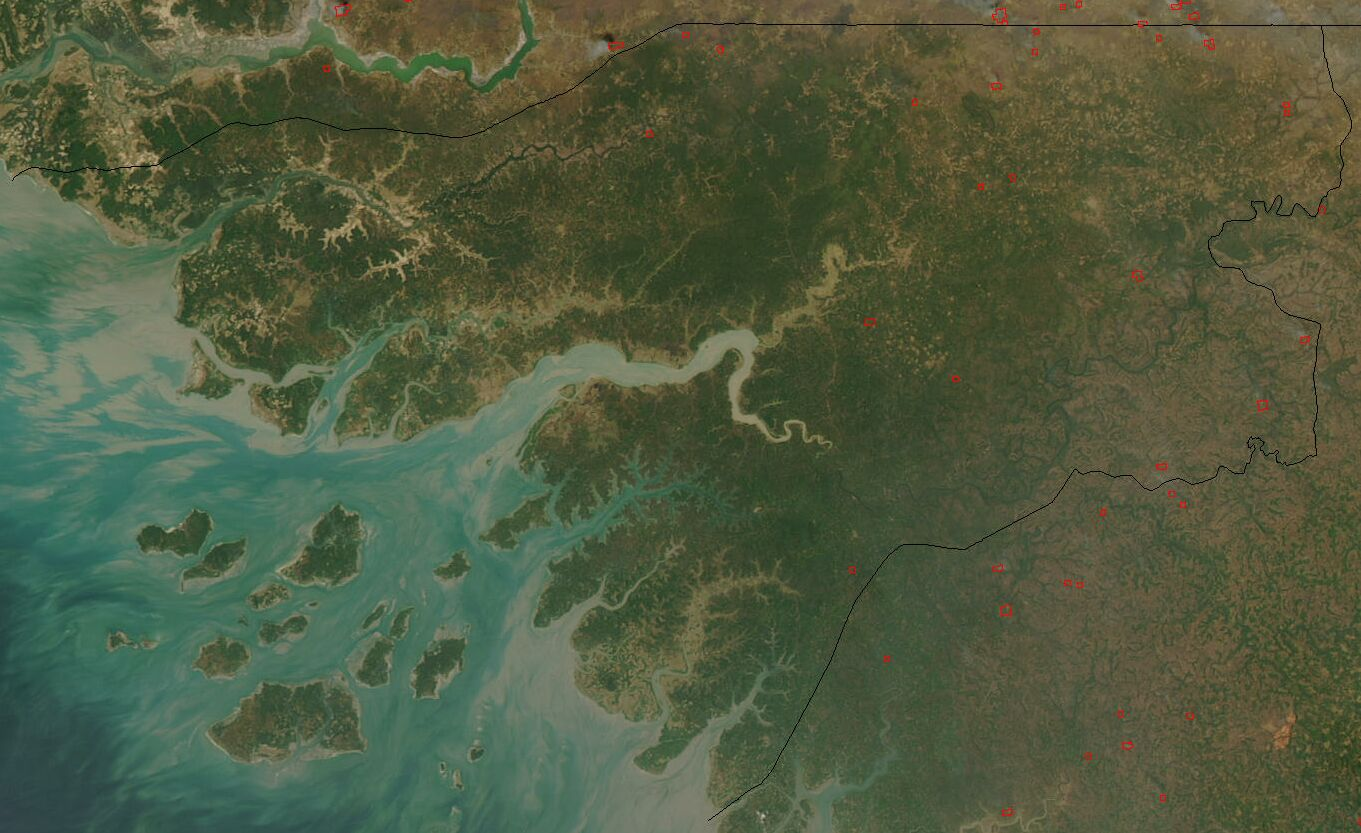
L'arxipèlag dels Bijagós, davant la desembocadura del riu Geba, a Guinea Bissau, en una vista de satèl·lit

L'arxipèlag dels Bijagós (en portuguès Arquipélago dos Bijagós) és un grup d'illes situades davant la costa de l'Àfrica Occidental, pertanyents a la regió de Bolama, a Guinea Bissau. Són considerades per la UNESCO com a reserva de la biosfera. Aquesta reserva compta amb una fauna molt diversa, entre la qual destaquen espècies com ara micos, hipopòtams, cocodrils, ocells marins, tortugues marines i llúdries.
La superfície total de l'arxipèlag és de 2.624 km²; la població, el 2006, vorejava els 30.000 habitants (2006). A penes una vintena d'illes tenen una població significativa, ja que la majoria són deshabitades o són molt poc poblades. Els seus habitants parlen majoritàriament la llengua bijago i professen religions animistes: són profundament creients i dediquen vora cent dies l'any als rituals religiosos. L'arxipèlag compta amb una àmplia autonomia administrativa.
De les 88 illes de l'arxipèlag, en destaquen les següents: Bolama, Bubaque, Carache, Caravela, Enu, Formosa, Galinhas, João Viera, Maio, Meneque, Orango, Orangozinho, Poilão, Ponta, Roxa, Rubane, Soga, Unhacomo, Uno i Uracane. En elles hi ha el Parc nacional marí João Vieira i Poilão.
Bolama és l'illa més propera al continent, mentre que Orango n'és la més allunyada. Aquesta darrera té molts tipus de clima, des del més sec a la sabana fins al molt humit, quan s'entra enmig de la vegetació; també disposa d'una fauna molt nombrosa i variada, encara en gran part per explorar i documentar.

## Història
A l'època precolonial portuguesa, l'arxipèlag constituïa un important lloc de pas de les rutes comercials de la costa occidental africana. El 1535 la flota local va derrotar els portuguesos, però uns anys més tard aquests van construir una fortalesa a les illes, a Bissau (1687), que fou abandonat el 1703.
Al segle xviii i XIX hi va haver factories comercials holandeses, angleses i franceses temporals, però el major intent de colonització fou el de l'illa de Bolama pels britànics. Aquesta illa estava deshabitada quan s'hi van establir el 1792, però la van abandonar pocs anys després (vers 1795). Després de les guerres napoleòniques el 1815 els britànics van tornar i el 1830 els portuguesos van reclamar l'illa i es va iniciar el conflicte. El 1860 els britànics van incorporar l'establiment a la colònia de Sierra Leone. Sotmesa a arbitratge internacional del president Ulysses S. Grant aquest va fallar a favor de Portugal i els britànics la van evacuar.
El 1879 Bolama va esdevenir capital dels territoris portuguesos de Guinea. Tota la regió fou reconeguda a Portugal el 1884-1885 però a les illes hi havia una certa resistència, i no foren formalment annexionades per Portugal fins al 1936 quan l'illa rebel de Canhabaque, que mai havia estat sotmesa realment, va acceptar una certa presència portuguesa però sense considerar-se una colònia. El 1941 la capital va passar de Bolama a Bissau.
Els anys 1930-1931, l'antropòleg i fotògraf austríac Hugo Bernatzik va viure a l'arxipèlag, on va documentar la vida del poble bidyogo. L'illa d'Orango té una societat matriarcal en què les dones trien el marit quan els cuinen un plat (tradicionalment peix) que, si el pretendent l'accepta i se'l menja, esdevé el símbol de la seva unió.